# カトリック宇部教会
カトリック宇部教会（カトリックうべきょうかい、英語: Catholic Ube Church）は、山口県宇部市琴芝町にあるキリスト教カトリック広島教区の教会およびその聖堂である。 

## 概要
1935年、カトリック宇部教会はドイツ人宣教師マイヤー神父によって創立された。翌年の1936年12月28日に教会設立許可願を提出。1938年、最初の聖堂が落成し、1947年4月に2代目の聖堂献堂式、宇部小百合幼稚園が開園。1952年8月に3代目の聖堂献堂式(現聖堂の場所)、1997年2月16日に4代目の聖堂建設起工式、同年11月24日に献堂式が行われた。2007年11月、新聖堂献堂10周年感謝ミサが捧げられ、2015年には創立80周年を迎えた。創立80周年記念として宇部市の教会で初となるパイプオルガンが聖堂に設置された。2017年にはパイプオルガンの増設工事が行われた。「花と小鳥とパイプオルガンの教会」として知られる。

## 所在地
- 〒755-0033　山口県宇部市琴芝町 1丁目1-59[7]